# KAGAJO☆4S
KAGAJO☆4S（カガジョフォーエス、☆は発音しない）は、スターダストプロモーションに所属していた女性アイドルグループ。愛称はカガジョ。

## 概要
芸能事務所スターダストプロモーションがケーブルテレビ会社J:COMと提携を結び、神奈川県を拠点とするアイドルグループとして、2012年10月7日に結成。同日にテラスモール湘南で初ライブを行う。結成当初はSの意味を”Sister”として、メンバー4人が姉妹という設定だった。長女・松尾寧夏、次女・赤谷玲菜、三女・奥澤レイナ、四女・愛来。2013年3月で第一期終了。
2013年4月から、Sの意味を”Student”として、小田桐汐里、藤本杏、内山あみ が加入。松尾、赤谷、愛来が卒業。一期メンバーの奥澤と新加入の三人で第二期グループの結成。2013年4月13日恵比寿ライブゲートで第二期グループでの初ライブを行った。
2013年7月21日「およげ！しらすちゃん」でインディーズデビュー。2013年12月7日、セカンドシングル「毎日がクリスマス」をリリース。どちらも店頭やamazonなどで発売されないインディーズレーベルながらオリコンデイリーチャート13位を記録した。
グループのキャッチコピーは「スターダスト最後の楽園」であった。スターダストプロモーションの他の女性アイドルグループとは「ひと味違う清楚な魅力」があるとも評された。
2013年12月28日のAKIBAカルチャーズ劇場で行われたイベントにて2014年2月1日に解散することを発表した。
2014年2月1日にラストライブ、翌週の2月8日にアンコールライブを行い解散した。

## 略歴

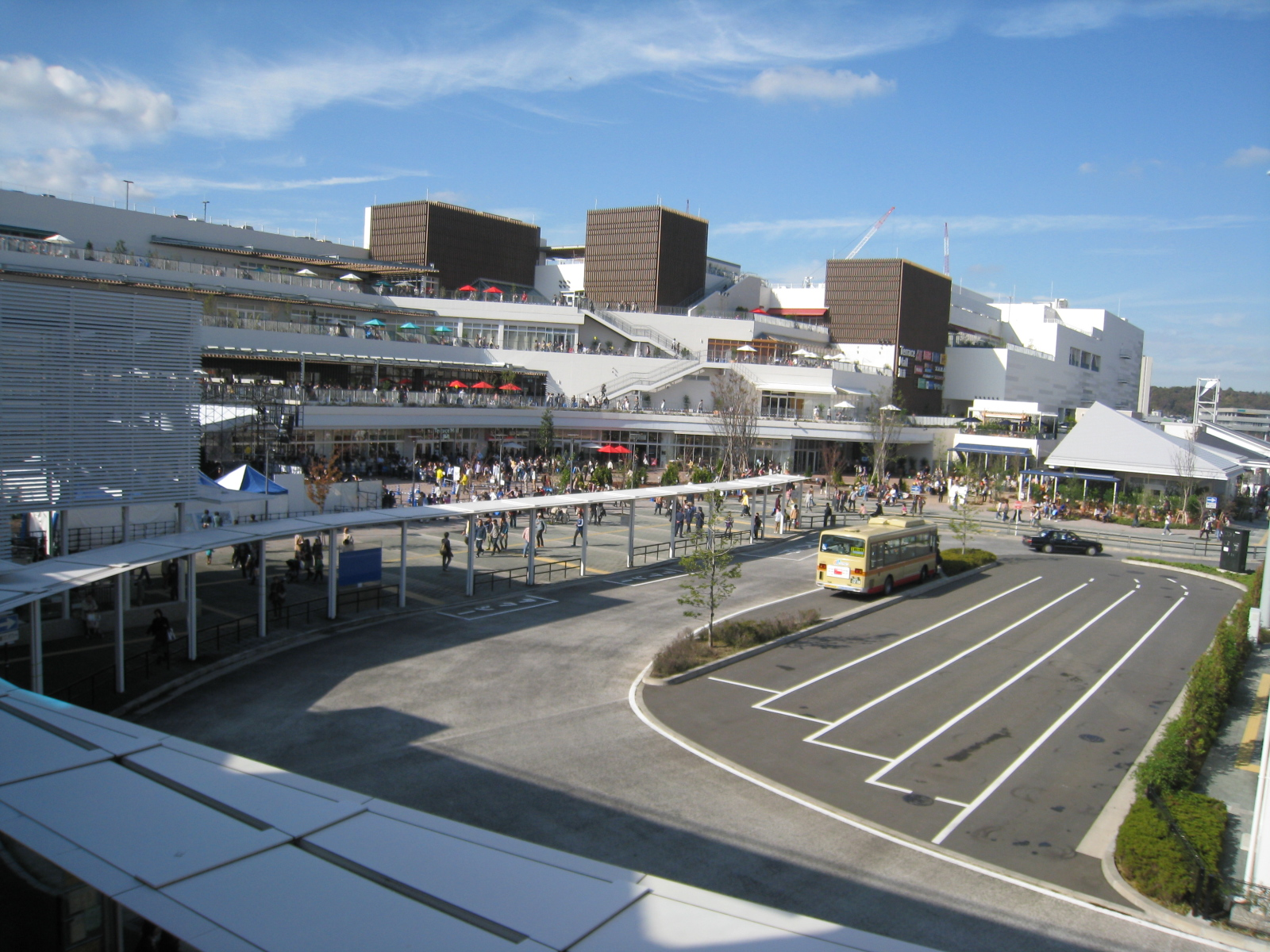
KAGAJO☆4Sがお披露目を行ったテラスモール湘南（神奈川県藤沢市）

### 2012年
- 9月13日、KAGAJO☆4S番組オフィシャルブログに初書き込み[9]。活動開始。
- 10月7日、湘南テラスモール「ティーンズモデル発掘オーディション」でLIVEデビュー。
- 12月8日、さが美きもの文化学苑　藤沢教室主催「きものファッションショー」に参加。

### 2013年
- 4月13日、恵比寿ライブゲート「目指せ東京ドーム！！頑張れみにちあ☆ベアーズ！！vol.31＆32」で新生KAGAJO☆4S初LIVE。
- 4月20日、オフィシャルブログ開設。同日、「プロバスケットボールbjリーグ 横浜ビー・コルセアーズVS千葉ジェッツ」のハーフタイムショーに出演。
- 4月28日、「第39回 野毛大道芸」に参加。
- 6月7日、公式Twitterオープン。
- 6月8日、「横浜たから市・横浜開港祭イベント」に出演。
- 7月21日、インディーズCDデビュー。横浜コスモワールドでリリースイベント。
- 7月28日、「TOKYO IDOL FESTIVAL 2013」に出演。
- 8月3日、六角橋商店街「大日本プロレス」でライブ披露。
- 8月19日、鎌倉由比ヶ浜「OTODAMA甲子園」にオープニングアクトとして参加し、バンドを披露。
- 9月8日、伊勢原「たからいち」に参加。
- 9月29日、「第40回 藤沢市民まつり」に出演。
- 10月13日、「慶應義塾大学 湘南藤沢キャンパス 秋祭」に出演。
- 10月27日、「ヒストリカルYOKOHAMA〜音楽は国境を越える〜」に出演。
- 12月15日、「江の島シーキャンドル点灯式」にカウントダウン参加、ライブ出演[10]

### 2014年
- 1月4日、「3B junior LIVE FINAL “俺の藤井”2014」（グリーンドーム前橋）に出演
- 1月19日、お疲れ様！KAGAJO☆4S　COUNTDOWN　6＆5に出演
- 1月25日、お疲れ様！KAGAJO☆4S　COUNTDOWN　4＆3に出演
- 2月1日、お疲れ様！KAGAJO☆4S　COUNTDOWN 2＆1 (FINAL)に出演
- 2月8日、「お疲れ様！KAGAJO☆4S　COUNT DOWN 0 (ほんとにFINAL)」を開催。KAGAJO☆4Sとしての最後の舞台を行う。

## メンバー
スターダストプロモーションに所属している他のアイドルグループと異なり、一人ひとりにイメージカラーが割り当てられていない。グループカラーとしては、水色を基調とする。
リーダーは特に決まっていない が最年長の奥澤レイナがメンバーをまとめることが多かった。ステージ上のMCは小田桐汐里が主に担当していた。

### 最終メンバー
| 立ち位置     | 名前       | よみ            | 愛称                  | キャッチフレーズ           | 生年月日（年齢）       | 備考                                              |
| ------------ | ---------- | --------------- | --------------------- | -------------------------- | ---------------------- | ------------------------------------------------- |
| 左から二番目 | 奥澤レイナ | おくざわ れいな | レイナ                | 爆弾低気圧ガール           | 1999年2月16日（26歳）  | 元 3B junior/奥澤村メンバー                       |
| 左から一番目 | 小田桐汐里 | おだぎり しおり | しおりん              | ブラックダイヤモンド       | 1999年5月10日（25歳）  | 芸能界引退                                        |
| 左から三番目 | 藤本杏     | ふじもと あん   | あんちゃん            | うなぎパイ大好き少女       | 1999年12月11日（25歳） | 芸能3部にて俳優                                   |
| 左から四番目 | 内山あみ   | うちやま あみ   | あみぽん、 あみちゃん | スターダストのラストホープ | 2000年1月17日（25歳）  | 元 ロッカジャポニカメンバー、元 3B juniorメンバー |

### 活動中脱退メンバー
- 松尾寧夏（1991年8月26日生まれ、神奈川県出身） - S★スパイシー2に加入。加入後にユニットはS★スパイシーに改名され2019年に解散、同年芸能界引退。
- 赤谷玲菜（1999年10月18日生まれ、神奈川県出身）
- 愛来（2002年12月8日生まれ、東京都出身） - AMEFURASSHI（旧 アメフラっシ）メンバー、元 浪江女子発組合メンバー、元 3B junior/奥澤村メンバー

## 作品

### シングル
| #                   | 発売日              | 収録曲                         | 備考                         | 順位                | 販売形態            |
| SDR（インディーズ） | SDR（インディーズ） | SDR（インディーズ）            | SDR（インディーズ）          | SDR（インディーズ） | SDR（インディーズ） |
| ------------------- | ------------------- | ------------------------------ | ---------------------------- | ------------------- | ------------------- |
| 1                   | 2013年7月21日       | およげ！しらすちゃん           | インディーズデビューシングル | デイリー13位        | CD                  |
| 1                   | 2013年7月21日       | Young Woman♡                   | インディーズデビューシングル | デイリー13位        | CD                  |
| 2                   | 2013年12月7日       | 毎日がクリスマス               |                              | 45位 デイリー13位   | CD                  |
| 2                   | 2013年12月7日       | 決められないよ、どっちかなんて |                              | 45位 デイリー13位   | CD                  |
| 2                   | 2013年12月7日       | とりあえず走れ！               |                              | 45位 デイリー13位   | CD                  |

### コンピレーション・アルバム
- 『スタダ 3Bjunior ラスト大全集』（2014年1月1日）：「ふじっこQQQのテーマ」KAGAJO☆4S

## 出演

### テレビ
- 輝き女子応援団 〜KAGAJO☆4S（2012年10月5日 - 2013年12月 、J:COMチャンネル関東）[13]
- 部活オーレ　夕やけJUMP！（2013年4月24日 - 2013年12月25日 、J:COMチャンネル関東）
- 湘南まるごと〜どっちすき！？（2013年8月前半 、J:COMチャンネル関東）[注 2]

## 書籍

### 雑誌連載
- B.L.T.（2013年12月号 - 2014年3月号、東京ニュース通信社） - 聞くは一時の恥、聞かぬは一生の恥。